# Muscatine
Muscatine  è una città degli Stati Uniti d'America, nella contea omonima dello Stato del Iowa.
Al censimento del 2010 possedeva una popolazione di 22.886 abitanti. Venne fondata nel 1839.